# CODOD
CODOD (Combined Diesel or Diesel) è un sistema di propulsione navale, caratterizzato dalla combinazione di  diversi tipi di motori diesel.
Si tratta di un sistema di propulsione che funziona con i motori diesel nella navigazione a velocità di crociera e commuta sui motori diesel più potenti per la navigazione ad alta velocità.
Il sistema è simile al COGOG, un sistema che impiega una turbina a bassa potenza e ad alta efficienza per la velocità di crociera ed una ad alta potenza per gli spunti ad alta velocità.
Nel sistema CODOD ogni elica dispone per la velocità di crociera di un proprio diesel, mentre per l'alta velocità la potenza viene fornita da un motore diesel di maggiore potenza. Entrambi i propulsori sono connessi all'asse dell'elica mediante il sistema di trasmissione, anche se solo un propulsore alla volta può essere utilizzato. In questo si differenzia del sistema CODAD che può usare la potenza combinata di entrambi i propulsori. 